# 특종
특종(特種)은 언론에서 다른 사람 전에 독창성, 중요성, 비밀적 등 특수한 종류의 뉴스를 말한다. 특종은 중요하며 많은 사람들이 관심을 갖거나 관심을 가질 가능성이 높습니다. 특종은 새로운 뉴스거나 기존 또는 속보의 새로운 정보일 수 있다. 특종은 일반적으로 언론인이나 언론 단체에 명성을 얻게 해준다.